# Guido Guerra
Guido Guerra V (1220-1272) est un condottiere et un homme politique de Florence. Aligné avec la faction des Guelphes, Guerra a joué un rôle dans les conflits politiques de la Toscane du milieu du XIIIe siècle. Il était admiré par Dante Alighieri, qui lui a rendu hommage dans la Divine Comédie, même s'il a placé Guerra en enfer parmi les pécheurs de sodomie .

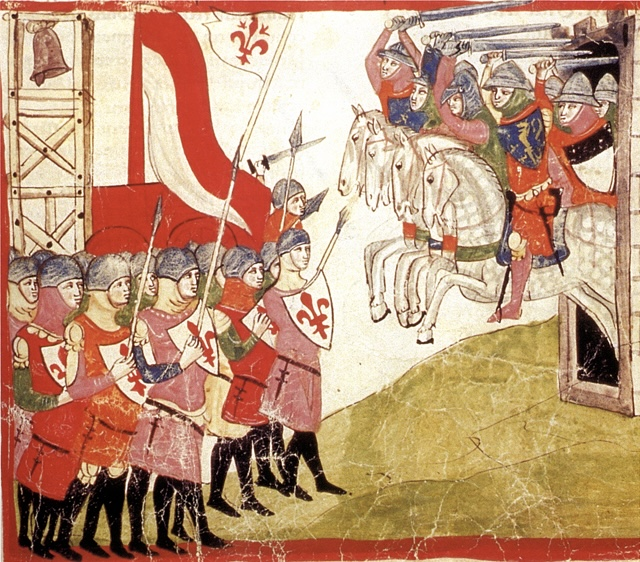
La bataille de Montaperti, où Guido et les Guelfes ont subi une défaite des mains des Gibelins en 1260.

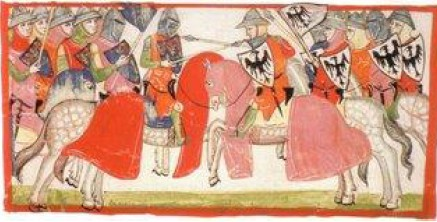
La bataille de Bénévent, où Guido mena les Guelfes lors de la reprise de Florence en 1266.

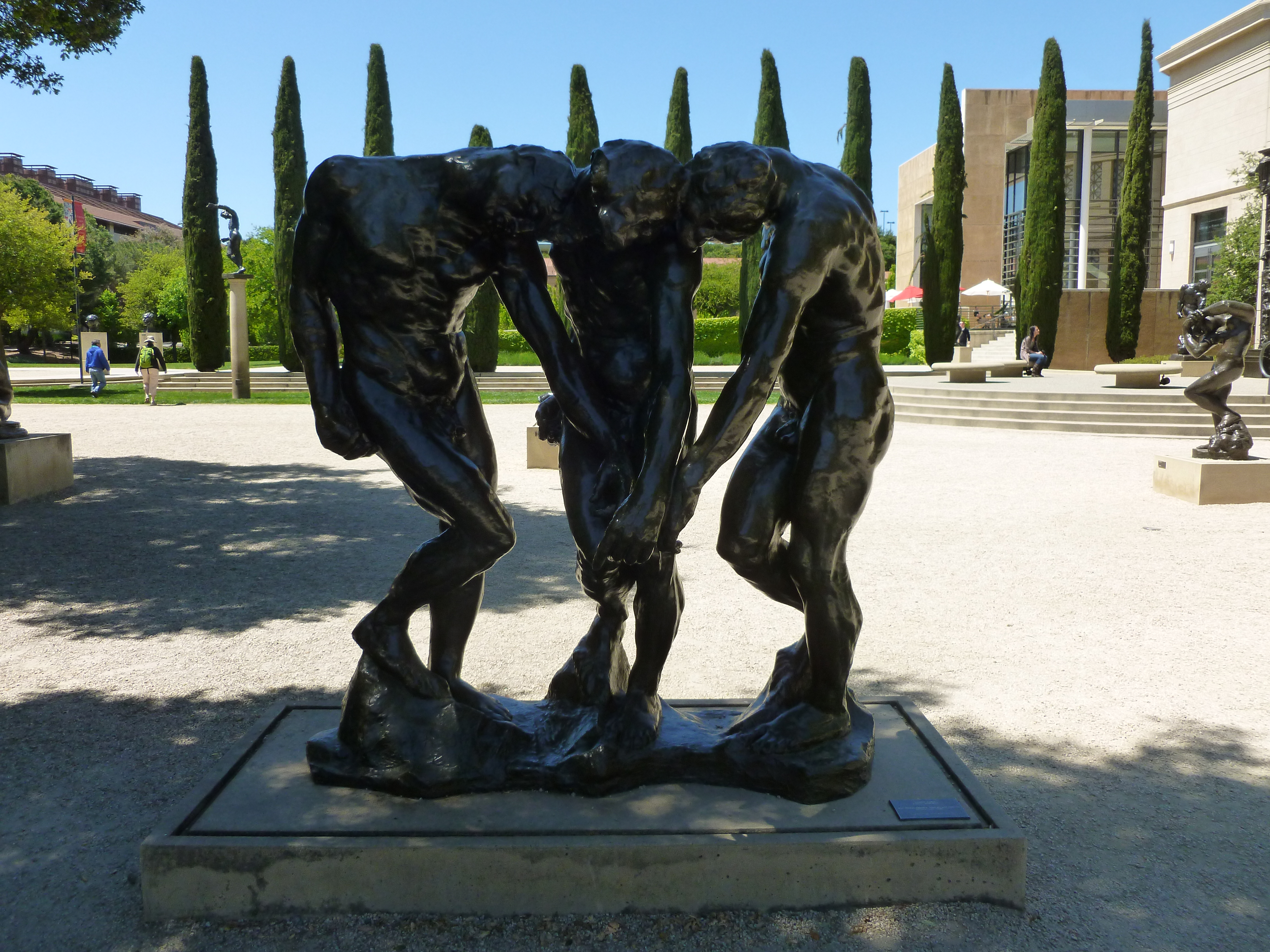
Sculpture de Les Trois Nuances de Auguste Rodin, représentant Guerra, Aldobrandi et Rusticucci en Enfer.

## Biographie
Descendant de la maison de Conti Guidi, Guerra est le fils du comte Marcovaldo et de Beatrice degli Alberti di Capraia, et petit-fils de Guido Guerra IV et de Gualdrada de' Ravignani,.
Guerra était un politicien florentin, étroitement lié à la faction des Guelphes. Aux XIe et XIIIe siècles, Florence fut disputée par deux factions rivales, les Guelfes, qui croyaient à l'autorité de l'Église, et les Gibelins, qui croyaient à l'autorité de la monarchie et de l'Empire . Guerra était lié à l'Église catholique, car sa faction politique croyait au pouvoir de l'Église, et il était soutenu et encouragé par le pape Innocent IV 
En 1258, les Guelfes détiennent le pouvoir à Florence et chassent les Gibelins de la ville. Plus tard, les Gibelins, dirigés par Manfred de Hohenstaufen, reprirent Florence dans l'une des batailles les plus sanglantes de l'histoire de l'Italie médiévale, la bataille de Montaperti de 1260. Alors qu'il est au pouvoir, avec son compatriote guelphe Tegghiaio Aldobrandi, Guerra conseille aux  Florentins à ne pas s'engager dans une bataille avec Sienne dans l'espoir d'éviter la défaite de Montaperti. Après la bataille, Guerra a trouvé refuge dans la Romagne voisine jusqu'à ce qu'il puisse revenir.
Quelques années plus tard, Guerra dirigea une armée de quatre cents Guelfes florentins, aidés par la cavalerie, dans la reconquête de Florence, qui aboutit à la bataille de Bénévent en 1266. Dans cette bataille, les Guelfes florentins, aidés par la cavalerie d'Anjou, réussirent à vaincre les Gibelins. Au combat, ils ont tué le roi Manfred et ont ainsi récupéré Florence.

### Dernières années
Après la bataille de Bénévent, Guerra a continué à participer à la politique de Florence. Il a plaidé pour l'inclusion de la classe moyenne ( popolo ) dans la gouvernance de la ville, mais cette réforme a été révoquée en raison de la pression de la curie papale.Guido  Guerra mourut en 1272 dans son château de Montevarchi, près d'Arezzo .

## Dans laDivine Comédiede Dante
Guerra apparaît comme un personnage de la Divine Comédie de Dante dans Enfer, Chant XVI, lorsque Dante et Virgile rencontrent ceux qui sont punis pour des péchés de sodomie. Guido apparaît accompagné de ses compatriotes sodomites, Tegghiaio Aldobrandi et Iacopo Rusticucci, qui parle pour les trois.
Selon Dante et les vues chrétiennes médiévales sur la sexualité, les Sodomites ont péché contre la nature, en utilisant des pratiques conçues pour la reproduction à d'autres fins et pour le plaisir. Les pécheurs ne sont pas punis pour homosexualité, mais plutôt pour sodomie, attestée par la présence d'homosexuels au Purgatoire. En tant que tels, leur punition est de courir sur du sable brûlant car ils étaient incapables d'obéir aux commandements de Dieu concernant la reproduction, l'utilisant à mauvais escient pour leur propre plaisir. Ils courent sous une pluie de feu, reflet de la nature contre nature de leurs actes.
Dante accorde à Guerra, Aldobrandi et Rusticucci une mesure de respect et est ému par leur souffrance. Il les dépeint comme des « bons » hommes condamnés à l'Enfer.